# Laure Colladant
Laure Colladant est une pianofortiste française.

## Biographie
Après avoir commencé sa formation musicale à Boulogne-sur-Mer dans la classe de Charles Eloffe, elle poursuit au Conservatoire de Paris, puis à l'École normale de musique de Paris avec Lélia Gousseau et Lucile Bascourret.
Elle se produit en France, en Hollande, en Allemagne, en Suisse et en Italie ; ainsi que dans plusieurs festivals : de piano à Riom (1991 et 1998), du Perche, lors des Promenade en pays d'Auge, au Festival d'Ambronay, Musique dans le Grésivaudan….
Elle participe à plusieurs émissions de radio : sur Radio France avec Rémy Stricker et Anne Charlotte Rémond et sur la Radio suisse romande, une émission sur le piano-forte avec le facteur et restaurateur de pianoforte, Johannes Carda.
Outre le répertoire classique, elle a créé une œuvre de Graciane Finzi, « Univers de Lumière » (1991) et Jacques Veyrier né en 1928, compositeur, Directeur du Conservatoire de Boulogne sur mer, lui a dédié une œuvre en forme de suite pour piano-forte en 2006.
Elle est professeur au Conservatoire de Saint-Ouen et enseigne la musique de chambre au Conservatoire régional de Caen.
Elle a été nommée Chevalier des Arts et des Lettres.

## Discographie
- Albero, Sonates pour clavier - Laure Colladant sur pianoforte Johannes Carda, d'après Anton Walter, Vienne 1790 (1993/1994, 2CD Mandala MAN 4841/42) (OCLC 773076963)
- CPE Bach, Quatuors pour clavier, flûte, alto et violoncelle, Wq. 93, 94, 95 - Laure Colladant (pianoforte) ; Philippe Allain-Dupre (flûte) ; Jean-Philippe Vasseur (alto) ; Antoine Ladrette (violoncelle) (1996, Mandala 4922)[5] (OCLC 65964781)
- Benda, 3 sonates pour pianoforte (1993, Musicdisc/Accord) (OCLC 808028535)
- Boëly, Trente caprices pour piano forte op. 2 (4-8 septembre 1995, Adès) (OCLC 36341102)
- Clementi, Sonates pour pianoforte op. 7 no 3, op. 8 no 1, op. 25 no 2, op. 34 no 2 (16-18 juin 1999, Mandala MAN 4970) (OCLC 934904165)
- Dussek, Duo pour harpe et piano-forte op. 73 ; Sonate no 14 op. 39 no 1 ; Sonate pour harpe ; Grand duo pour harpe et piano-forte, op. 72 no 1 - avec Kyunghee Kim-Sutre, harpe (1995, Mandala) (OCLC 287136813)
- Mozart, Sonates K.330, K.331, K.332, K.333 (17-18 avril 1989, Adda) (OCLC 404100464)
- Schubert, Sonate pour piano D.960 ; Sonate D.894 - Laure Colladant sur pianoforte Filippo Molitor (1828) et Joseph Angst (1825) (2CD Intégral INT 221. 229/2)[6]
- Woelfl (7CD Integral 221240/7, rééditions des CD Mandala et Accord détaillés ci-dessous)
  - Sonates pour pianoforte op. 6 (27-29 juin 1993, Adès/Accord 465 898-2) (OCLC 39079506)
  - Sonates pour pianoforte, op. 15 (Accord 472 727-2)
  - Trios pour piano, violon et violoncelle, op. 23 – Vol. 1 - - Laure Colladant (fortepiano), Elisabeth Balmas (violon) (1996, Mandala 4887) (OCLC 416431869)
  - Sonates pour piano-forte op. 28 – Vol.2 (novembre 1987, Adda 581036 / Mandala MAN4861) (OCLC 742858654)
  - Duos pour piano-forte & harpe, op. 29, 33, 47 – vol. 3 - avec Catherine Michel, harpe (ADDA / Mandala) (OCLC 743069541 et 49820151)
  - Sonates pour pianoforte op. 27, 54 (2000, Accord 465 846-2) (OCLC 658552325)
  - Sonates pour piano-forte op. 33 (1995, Mandala MAN4860) (OCLC 45964207)